# Super Bowl XXIX
La Super Bowl XXIX fue celebrado el 29 de enero de 1995 en Miami (Florida), representó el quinto campeonato para los San Francisco 49ers (Conferencia Nacional) al imponerse 49:26 a los San Diego Chargers (Conferencia Americana).

## Antecedentes
El partido final de la NFL, por primera vez enfrentaba a dos equipos del estado de California. Sin embargo, las líneas de apuestas marcaban como amplio favorito a los 49ers por margen de 18.5 puntos, lo que hasta la fecha continúa siendo el mayor margen de puntos para un favorito. 
La mayoría de los expertos coincidían en que los San Diego Chargers no tenían mucha oportunidad de ganar el partido:
- 1. San Francisco poseía la mejor ofensiva de la liga con Steve Young, Jerry Rice y Ricky Watters.

- 2. La Conferencia Nacional tenía equipos más fuertes que la Conferencia Americana, de hecho para muchos analistas la final de la Conferencia Nacional entre San Francisco 49ers 38:28 Dallas Cowboys fue el verdadero Super Bowl.

- 3. Los San Diego Chargers llegaban al partido final después de sufridas victorias y viniendo de atrás: ante los Miami Dolphins 22-21 y en la final de la Conferencia Americana ante los Pittsburgh Steelers 17:13. Por lo tanto, su presencia en el partido grande ya era una hazaña.

- Datos: Q1064815
- Multimedia: Super Bowl XXIX / Q1064815